# Garsa negra
La garsa negra (Platysmurus leucopterus) és una espècie d'ocell de la família dels còrvids (Corvidae) i, segons la classificació de l'IOC World Bird List, versió 10.2, l'única espècie del gènere Platysmurus. Habita els boscos de la Península Malaia, Sumatra i Borneo.

## Taxonomia
Aquesta espècie conté dues subespècies segons la classificació de l'IOC World Bird List, versió 10.2, mentre que la del Handbook of the Birds of the World and BirdLife International Digital Checklist of the Birds of the World: Version 5 considera que es tracta d'espècies de ple dret:
- P. l. leucopterus o Platysmorus leucopterus, sensu stricto (Temminck, 1824) – garsa negra de Malàisia,[3] pròpia de la Península Malaia i l'illa de Sumatra.
- P. l. aterrimus o Platysmorus aterrimus (Lesson 1831) - garsa negra de Borneo,[4] pròpia de l'illa de Borneo